# QuickBird
QuickBird (właściwie QuickBird 2) – amerykański prywatny sztuczny satelita umieszczony na orbicie okołoziemskiej 18 października 2001 roku. Był własnością firmy DigitalGlobe.
Satelita został zaprojektowany i zbudowany przez Ball Aerospace. Wyposażony był w dwa czujniki: panchromatyczny (czarno-biały) i multispektralny (składający się z 4 kanałów). Zdjęcia wykonywane w zakresie panchromatycznym cechuje najwyższa, wśród satelitów cywilnych (według danych z 2006 roku), rozdzielczość przestrzenna wynosząca 0,61 m. Zdjęcia wykonywane w zakresie wielospektralnym charakteryzują się rozdzielczością przestrzenną wynoszącą 2,44 m. Satelita jednorazowo dokonywał obrazowania obszaru o wymiarach 16,8 na 16,8 km (teren „zapisany” na pojedynczym zdjęciu). Wszystkie te dane dotyczą wysokości orbity 450 km. Obszar całej powierzchni Ziemi był rejestrowany w czasie od 1 do 3,5 dnia.
Orbita satelity została podwyższona do 482 km w 2011 roku; w pierwszej połowie 2013 roku obniżyła się do 450 km. Ostatnie zdjęcie z satelity uzyskano 17 grudnia 2014 roku. 27 stycznia 2015 roku QuickBird wszedł w atmosferę ziemską i spłonął.
Pierwszy satelita o tej nazwie, wystrzelony w listopadzie 2000 r. z kosmodromu w Plesiecku, wskutek awarii nie dotarł na orbitę okołoziemską.